# PCS Computer Systeme
PCS Computer Systeme ist ein deutscher Rechnerhersteller, der Anfang der 1970er Jahre eine Reihe von Mikrocomputersystemen entwickelte. In den 1980er und 1990er Jahren entstand die „Cadmus“-Reihe von UNIX-basierten Workstations. Nach einem Management-Buy-out 1996 wurde die Firma wieder eigenständig und entwickelt heute als PCS Systemtechnik GmbH Lösungen für Zeiterfassung und Gebäudesicherheit.

## Geschichte
PCS wurde 1969 von den Brüdern Georg und Eberhard Färber in München gegründet. Ziel war es, Peripherie-Systeme für technisch-wissenschaftliche Rechner von IBM sowie Prozessrechnerlösungen auf Basis von PDP-8 und PDP-11 der Digital Equipment Corporation zu entwickeln. 1973 erschien der ersten deutsche „One-board-Computer“, mit dem intelligente Terminals zur Prozess- und Labordatenerfassung realisiert wurden.
In den 1980er Jahren entwickelte PCS die CADMUS Workstations (für technisch-wissenschaftliche Anwendungen) und -Microcomputer (für kommerzielle Anwendungen) auf Basis der Motorola 68000- und der MIPS-Architektur und das ebenfalls dafür entwickelte UNIX-basierende Betriebssystem MUNIX. Es war die erste Portierung von System V in Deutschland. Es entstand auch ein Netzwerkprotokoll, das auf der Newcastle Connection („UNIXes of the World Unite!“) basierte und den Namen MUNIX/net trug. Es konkurrierte damals mit NFS von Sun Microsystems.
Im Jahr 1985 gründete PCS für den Vertrieb der Workstations in den USA eine amerikanische Tochtergesellschaft mit dem Namen Cadmus Computer Systems.
1986 wurde PCS von Mannesmann-Kienzle aufgekauft, das wiederum 1990 auf Initiative von Ken Olsen durch Digital Equipment Corporation (DEC) übernommen wurde, es entstand die Firma Digital-Kienzle Computersysteme GmbH & Co. KG. Der Hauptgrund für die Übernahmen war ein Client/Server-ERP-Produkt, das von einem jungen Team bei Mannesmann-Kienzle Software entwickelt wurde und mit SAP R/3 konkurrierte.
Nach der Insolvenz von DEC ging Digital-Kienzle, einschließlich der Tochtergesellschaft PCS, 1994 in eine Mitarbeiterfirma DITEC Informationstechnologie GmbH & Co. KG über, die zum Teil von einigen Bundesländern unterstützt wurde. 2001 war die Gesellschaft bereits wieder insolvent.
Zu den prominenteren Persönlichkeiten der ehemaligen PCS gehören Jürgen Gulbins, der mehrere Bücher über Unix und verwandte Tools geschrieben hat, sowie Jordan Hubbard, der mehrere Jahre bei PCS (in der X11-Gruppe) arbeitete, bevor er nach Irland ging, wo er das FreeBSD-Projekt mitbegründete.
Nach diesen Übernahmen durch große Konzerne wurde PCS 1996 durch ein Management-Buy-out wieder eigenständig. Geschäftsführer und Mehrheitseigner waren Walter Elsner und Gerhard Kiemann (Geschäftsführung).  Mit der Serie „INTUS 3000“ schuf das Unternehmen eine robuste und langlebige Produktserie für Datenerfassung, Zeiterfassung und BDE. Seit 1998 entwickelt PCS auch Zutrittskontrollsysteme. In den letzten Jahrzehnten etablierte sich das Unternehmen als leistungsstarker Anbieter für Gebäudesicherheitslösungen mit einem breiten Netz an Technologie- und Kooperationspartnern. PCS entwickelt und vertreibt Produkte für Zeiterfassung, Zutritts- und Zufahrtskontrolle, Besuchermanagement und Videoüberwachung und übernimmt Dienstleistung für die Projektrealisierung. 2008 entwickelte PCS die biometrische Handvenenerkennung INTUS PS für hochsichere Zutrittskontrolle. 2015 startete PCS die kompakte Serie „INTUS 5200“ für Zeiterfassung. Seit 2023 wird das Unternehmen von den Geschäftsführern Walter Elsner und Ulrich Kastner-Jung geführt. Der Hauptsitz von PCS befindet sich in München, eine Geschäftsstelle in Essen beschäftigt Mitarbeiter aus dem Bereich Sales und Projektabwicklung.

## Auszeichnungen
- 2010 mit dem Bayerischen Sicherheitspreis ausgezeichnet[13]
- 2012 erhielt PCS den iF Product Design Award für das Zeiterfassungsterminal INTUS 5600 mit Matrix-Touch[14]
- 2024 von Focus Money als Digital Champion ausgezeichnet[15][16]

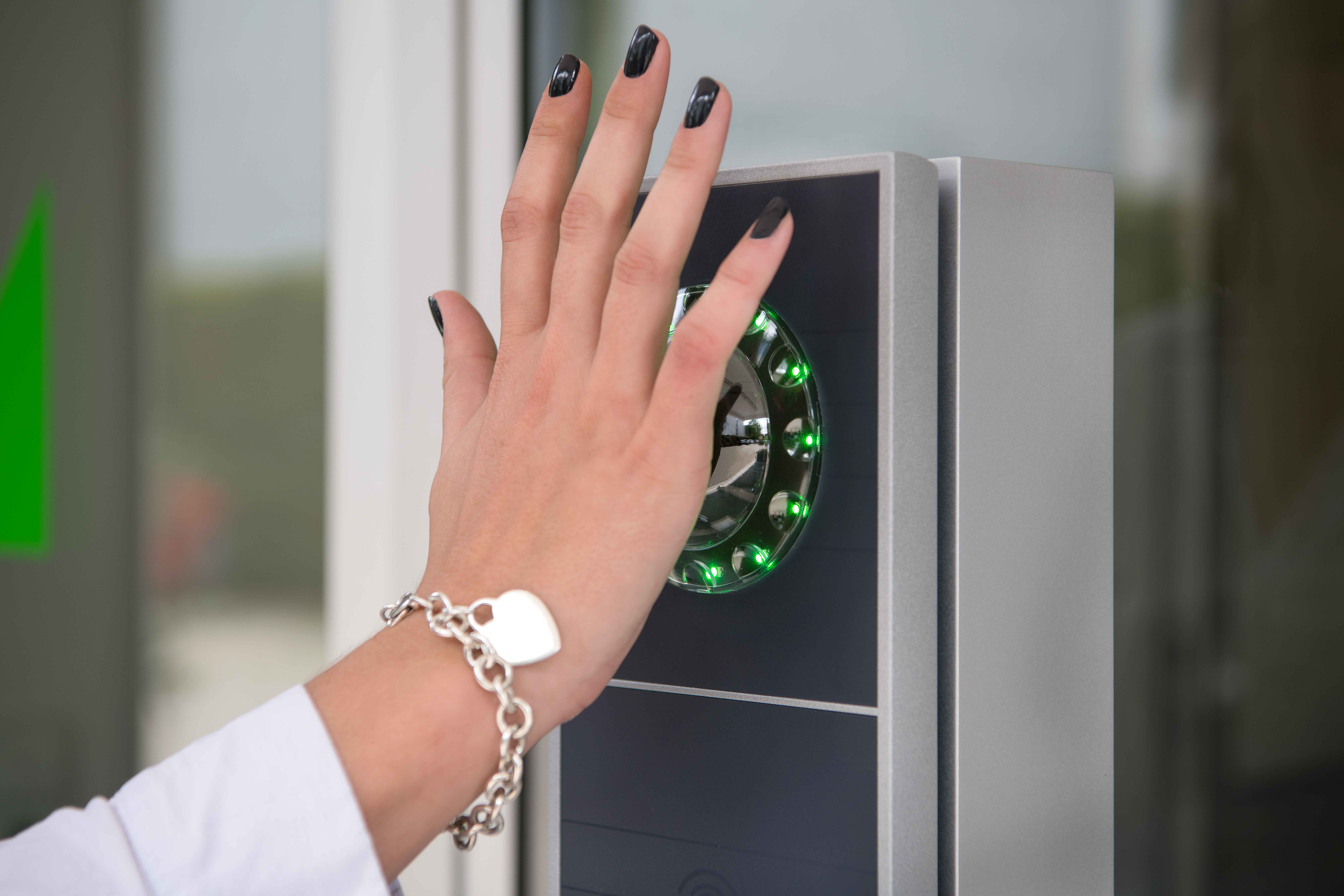